# JET Programme
Il Japan Exchange and Teaching Programme (JET) è un progetto di scambi culturali verso il Giappone organizzato dal Consiglio degli Enti Locali per le Relazioni Internazionali (CLAIR) insieme a numerosi ministeri giapponesi ed enti locali.
Il programma offre a laureati stranieri un lavoro retribuito presso organizzazioni statali e private, principalmente nell'insegnamento di una lingua straniera. Le spese per il viaggio sono coperte dalle organizzazioni di destinazione.
Informazioni puntuali e aggiornate possono essere ottenute sui siti ufficiali relativi ai singoli paesi (si veda la sezione collegamenti esterni), i siti degli enti organizzatori, e quelli delle ambasciate giapponesi nei singoli paesi.

## Partecipazione
Il programma è organizzato su base annuale, e il reclutamento avviene tramite i consolati e le ambasciate giapponesi nei paesi aderenti, alle quali spetta la selezione dei candidati.
I candidati dovranno preferibilmente avere meno di 40 anni.

### Tipologie di impiego
- Assistant Language Teacher (ALT)
- Coordinator for International Relations (CIR)
- Sports Exchange Advisor (SEA), introdotta nel 1994/95

In generale, oltre il 90% dei partecipanti è impiegato come ALT: gli ultimi dati per l'Italia mostrano invece una maggiore richiesta di CIR.

## Storia
Il progetto nasce nel 1987. Da allora 44.000 cittadini di 44 nazioni differenti hanno partecipato al programma, ed al 2005 in Giappone se ne contavano circa 6.000 impiegati in 1.800 organizzazioni.
Per l'Italia la richiesta per il 2005 è stata di soli 4 partecipanti (3 CIR ed 1 ALT in Inglese). Nel 2006 si è passati a un totale di 7 partecipanti (6 CIR, 1 ALT) rinnovi compresi.

## Enti giapponesi coinvolti
- Council of Local Authorities for International Relations (CLAIR)
- Ministero degli Interni
- Ministero degli Affari Esteri (MOFA)
- Ministero dell'Istruzione (MEXT)

### Siti ufficiali
- (EN) Sito del JET presso il Ministero degli Esteri giapponese, su mofa.go.jp.
- (EN) Sito ufficiale del programma, su jetprogramme.org. URL consultato il 5 gennaio 2006 (archiviato dall'url originale il 1º gennaio 2006).* (EN)  statistiche sui partecipanti per provenienza e tipologia di impiego.

Le informazioni contenute in questo articolo sono tratte principalmente dalle fonti ufficiali appena elencate.

### Informazioni dai partecipanti
- (EN)  WikiJET wiki informativo redatto da alcuni partecipanti al JET Programme.
- Diario di una ex partecipante britannica, su tanuki.org.uk. URL consultato il 5 gennaio 2006 (archiviato dall'url originale il 4 gennaio 2006).

| Controllo di autorità | VIAF (EN) 124522135 · LCCN (EN) n99053286 · J9U (EN, HE) 987007604290905171 |